# Stirnberg
Der Stirnberg ist ein 901,9 m ü. NHN hoher Berg auf der bayerisch-hessischen Grenze in der Rhön, einem Mittelgebirge in Bayern, Hessen und Thüringen.

## Geographie

### Lage
Der Stirnberg befindet sich in der Hohen Rhön. Innerhalb des Biosphärenreservats Rhön sowie der Naturparks Bayerische Rhön und Hessische Rhön erhebt er sich in den Landkreisen Rhön-Grabfeld (Bayern) im Osten und Fulda (Osthessen) im Westen. Sein Gipfel liegt rund 100 m südöstlich der Grenze zu Hessen auf bayerischem Boden zwischen den Grenzbergen Querenberg (804,8 m) im Nordnordosten sowie Heidelstein (925,7 m) und Steinkopf (ca. 888 m) im Südwesten. Auf seiner Ostflanke, über die der Abschnitt Heidelstein–Stirnberg–Schwarzes Moor der Hochrhönstraße verläuft, befindet sich ein Großteil des Naturschutzgebiets Lange Rhön. Über die Westflanke erstreckt sich auf hessischer Seite das Naturschutzgebiet Stirnberg bei Wüstensachsen.
Ungefähr 2,7 km westnordwestlich des Stirnbergs liegt mit Wüstensachsen der Hauptort der hessischen Gemeinde Ehrenberg, rund 8,5 km (je Luftlinie) ostnordöstlich befindet sich der Kernort der Stadt Fladungen.

### Wasserscheide
Über den Stirnberg verläuft die Rhein-Weser-Wasserscheide. Bäche, die vom Berg in Richtung Osten fließen, erreichen über Streu, Fränkische Saale und Main in den Rhein, solche, die vom Berg in Richtung Westen verlaufen, streben über Ulster und Werra der Weser zu.

## Wandern / Sport
Über den Stirnberg führen zum Beispiel die „Europäischen Fernwanderwege“ E3 und E6 sowie der Abschnitt Rotes Moor–Heidelstein–Stirnberg–Schwarzes Moor des 89 km langen Rhön-Rennsteig-Wanderwegs. In der kalten Jahreszeit wird oft eine teils steile Loipe gespurt, die den Loipenpark am Roten Moor mit dem Schwarzen Moor verbindet.

## Aussichtspunkt
Von den mancherorts waldfreien Hängen unterhalb der bewaldeten Stirnbergkuppe lässt sich die Aussicht in die Umgebung genießen: Beispielsweise blickt man von seinem nach Westen freien Gipfel zur Wasserkuppe.